# 소방교

소방교의 계급장

소방교(消防校, Fire Engineer)는 소방관 계급 중 소방사의 위, 소방장의 아래로, 비간부(소방 실무자)에 속한다.
공무원의 8급 서기,, 경찰의 경장, 국군의 중사(부사관), 중위(소대장, 소대급 중대장)에 해당한다.

## 국가직 소방교(2020년 4월 1일부터 국가직 일원화)
- 현장대응단, 외곽 119 안전센터 업무 담당자
- 시도본부 및 소방서 업무 담당자

## 같이 보기
- 소방관 계급 목록